# Гвардійська стрічка

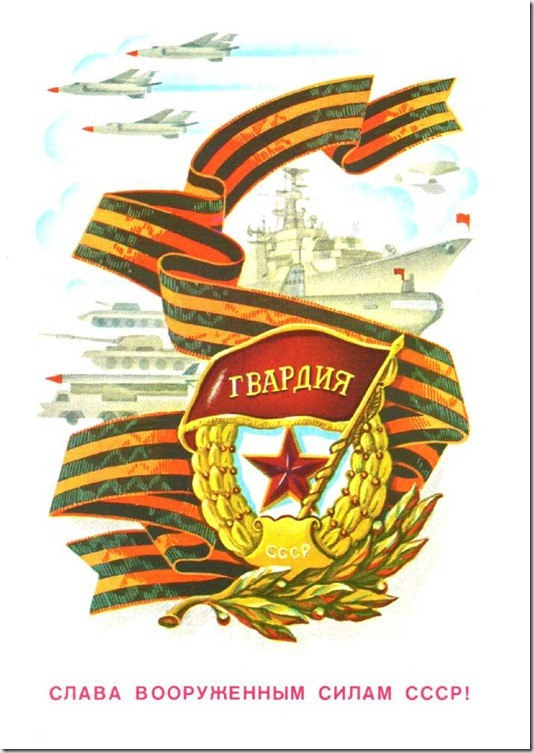
Гвардійська стрічка на листівці

Гвардійська стрічка — орденська (медальна) стрічка, яка використовувалася в системі нагород СРСР. Основні кольори: помаранчевий та чорний.
В Україні гвардійська та сучасна георгіївська стрічки стали символом російської агресії та російського світу і заборонена з 15 червня 2017 року.

## Історія

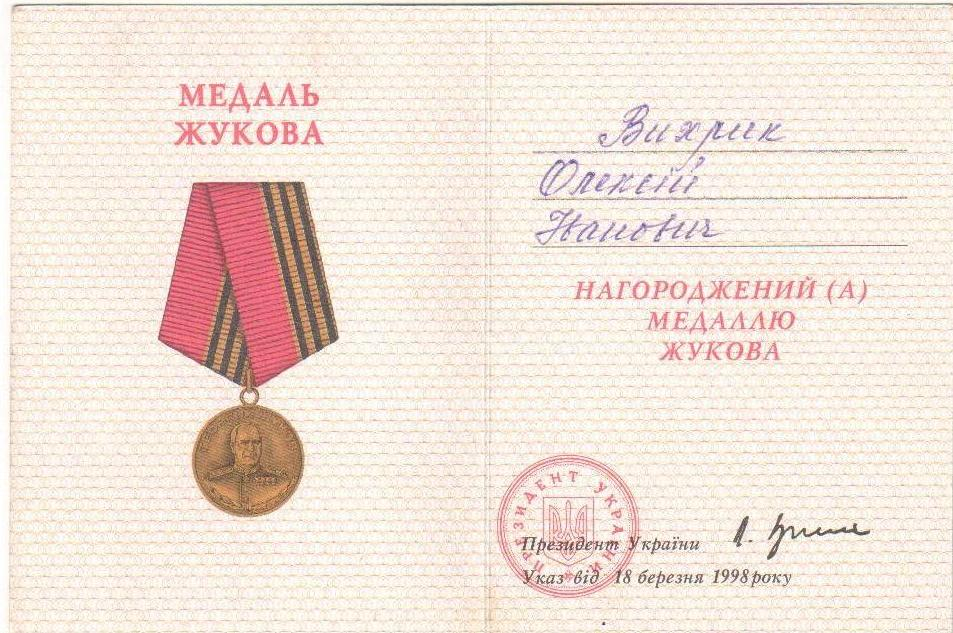
Нагорода РФ «Медаль Жукова». Використання помаранчево-чорних кольорів

Восени 1941 року частинам, з'єднанням і кораблям, за мужність та героїзм особового складу, який вони проявили при захисті Батьківщини, присвоювалося почесне звання «гвардійська» або «гвардійський». Указом Президії Верховної Ради СРСР від 21 травня 1942 року для гвардійців був заснований нагрудний знак «Гвардія». Незважаючи на те, що цей знак був заснований як єдиний, у ВМФ ЗС СРСР вирішили заснувати свій гвардійський знак (народна назва — «Морська Гвардія»). Так, НК ВМФ капітан 2-го рангу Б. М. Хомич запропонував використовувати прямокутну (застосовувалася в російській армії і на флоті) пластину, обтягнуту чорно-помаранчевою стрічкою, а також використовувати її на безкозирках матросів. Нарком ВМФ адмірал Т. Г. Кузнєцов своїм наказом № 142 від 19 червня 1942 затвердив ці знаки. В цьому наказі стрічка отримала назву «Гвардійська». 5 травня 1943 адмірал затвердив до видання «Ілюстрований опис знаків розрізнення особового складу ВМФ СРСР», в якому її зображення підписано під таким же ім'ям.

## Опис
Гвардійська стрічка зроблена із шовкової репсової муарової стрічки помаранчевого кольору з нанесеними на ній трьома поздовжніми чорними смугами.
Ширина стрічки — 32,5 мм, довжина — 1420 мм. Ширина чорних смуг — 6 мм, ширина помаранчевих проміжків між ними — 6,25 мм, ширина облямівки — 1 мм.
Гвардійська стрічка прокладається по околишу головного убору і закріплюється біля заднього шва, причому кінці стрічки залишаються вільними. На гвардійській стрічці, у місці спереду головного убору, золотим тисненням накладається назва корабля, частини, з'єднання, а на вільних кінцях — якорі.

## Схожість з іншими нагородами

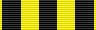
Стрічка ордена Св. Георгія

Останнім часом виникають суперечки і плутанина щодо чорно-помаранчевих стрічок, пов'язані з поширенням так званих «георгіївських стрічок», які носять 9 травня, і відсутністю чіткого опису всіх цих символів, а також того, що вони беруть свій початок в системі нагород і військових традиціях Російської Імперії:
- Георгіївська стрічка. Не має чіткого опису. Мала протягом усього часу існування кілька колірних рішень.[8] В часі існування Російської імперії Георгіївські ордени, стрічки, іменна георгіївська зброя, іменні георгіївські срібні сурми були гордістю тогочасного суспільства — починаючи від імператорів і закінчуючи простим селянином-кріпаком. Так було до приходу більшовиків на чолі з Леніним.[9] Скасована стрічка Декретом РНК РРФСР від 16 грудня 1917 «Про зрівнення в правах усіх військовослужбовців». Стрічка стала прототипом радянських нагород — ордена Слави і медалі «За перемогу над Німеччиною», а також Гвардійської стрічки.
- Гвардійська стрічка. Має детальний опис. Застосовувалася в ВМФ ЗС СРСР.
- Стрічка ордена Слави та стрічка до медалі «За перемогу над Німеччиною у Великій Вітчизняній війні 1941–1945 рр.». Описані частково[10][11]. В описі відсутня назва. Описи практично ідентичні.

## Сучасне використання проросійськими рухами
Спроби утвердити гвардійську стрічку під назвою «георгіївська» як символ перемоги над нацизмом розпочалися 2005 року в Росії. З ініціативи державної інформаційної агенції «РИА Новости» та російських провладних молодіжних рухів «Студентська громада» й інших було започатковано громадську акцію з роздавання символічних стрічок, присвячену святкуванню Дня перемоги. Організатори стверджували, що головною метою акції «…стало прагнення у будь-який спосіб не дати забути новим поколінням, хто і якою ціною виграв найстрашнішу війну минулого століття, чиїми спадкоємцями ми залишаємося, чим і ким повинні пишатися, про кого пам'ятати». За задумом, георгіївська стрічка крім символу Перемоги мала пов'язати радянську історію з військовою славою дореволюційної та сучасної Росії.
Із початком війни з Росією кольори стрічки, яку ще часто називають георгіївською, стали символом сепаратизму та тероризму. Серед противників використання нова інсталяція стрічки отримала назву «колорадська».

## Галерея

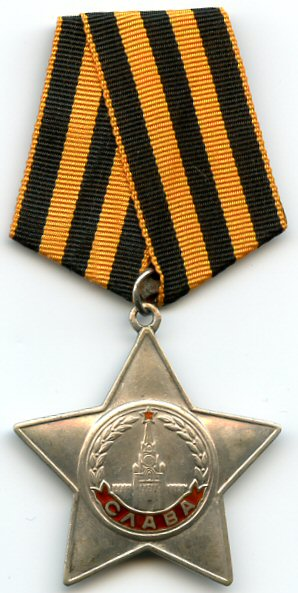
Радянський «Орден Слави»
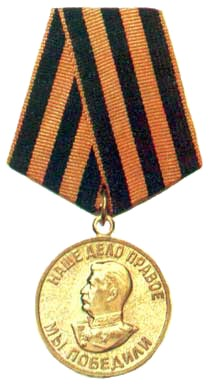
Медаль «За перемогу над Німеччиною»
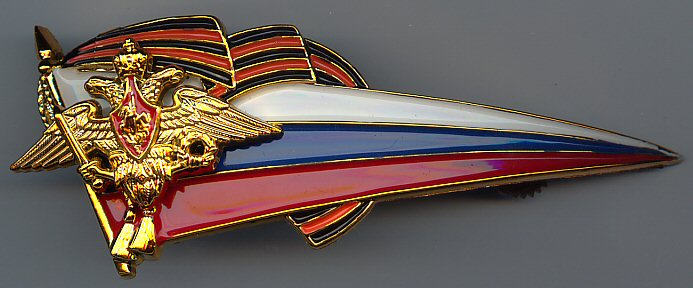
Знак сучасних Російських військ
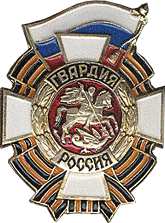
Нагрудний знак сучасних Російських військ